# Берёзовка (Барановичский район)
Берёзовка (бел. Бярозаўка) — деревня в Барановичском районе Брестской области Беларуси. Входит в состав Леснянского сельсовета. Население — 30 человек (2019).

## География
Деревня расположена в 21 км по автодорогам к юго-западу от центра Барановичей и в 5 км по автодорогам к северу от центра сельсовета, агрогородка Лесная, разделена автодорогами Р2 и М1 на несколько частей. К северу от деревни находится устье реки Кочерыжка, левого притока реки Деревянка, которая образует на севере Берёзовское водохранилище.

## История
В 1909 году — хутор Новомышской волости Новогрудского уезда Минской губернии, 8 дворов. На карте 1910 года на месте нынешней деревни находилось урочище Писаревщина, а рядом — выселки Берёзовка и Верглиновка, по 3 двора каждый. С 1921 года в гмине Новая Мышь Барановичского повета Новогрудского воеводства межвоенной Польши, по переписи 1921 года — фольварк без населения.
С 1939 года в составе БССР. С 15 января 1940 года в Новомышском районе Барановичской, с 8 января 1954 года Брестской области. 8 апреля 1957 года район переименован в Барановичский. С конца июня 1941 по июль 1944 года была оккупирована немецко-фашистскими захватчиками.

## Население
По состоянию на 1 января 2023 года в деревне проживало 46 человек в 34 хозяйствах.
| Численность населения (по переписи) | Численность населения (по переписи) | Численность населения (по переписи) | Численность населения (по переписи) | Численность населения (по переписи) | Численность населения (по переписи) | Численность населения (по переписи) |
| 1909                                | 1939                                | 1959                                | 1970                                | 1999                                | 2009                                | 2019                                |
| ----------------------------------- | ----------------------------------- | ----------------------------------- | ----------------------------------- | ----------------------------------- | ----------------------------------- | ----------------------------------- |
| 25                                  | ↗233                                | ↘154                                | ↗157                                | ↘60                                 | ↘51                                 | ↘30                                 |

## Достопримечательности
- Братская могила советских воинов. К северо-западу от деревни (около деревни Тартаки). Похоронены 12 793 военнопленных советской армии (12 известны и 12 781 неизвестны)[1].
- Монумент землякам. На юго-западной окраине деревни. Похоронены 628 воинов и партизан, погибших в боях с немецко-фашистскими захватчиками в годы Великой Отечественной войны, а также военнопленные, замученные в Леснянском лагере смерти. В 1959 году установлен памятник — скульптура воина[8].
- Мемориальный комплекс. На месте массового уничтожения. 57 416 военнопленным и мирным жителям, замученным в концлагере № 337 в деревне Лесная  (285 известны и 57 131 неизвестны)[1].
- Памятник польским солдатам Слуцкого пехотного полка. К северу от деревни[1].